# Lepus mandshuricus
Lepus mandshuricus е вид бозайник от семейство Зайцови (Leporidae).

## Разпространение
Видът е разпространен в Китай (Вътрешна Монголия, Дзилин, Ляонин и Хъйлундзян) и Русия (Амурска област, Приморски край и Хабаровск).